# Regalskeppet Solen (1669)
Solen var ett svenskt regalskepp, som byggdes i  Lübeck 1669. Skeppet tjänstgjorde som amiralen och landshövdingen Hans Clercks flaggskepp 1677 i slaget vid Köge bukt, mellan Falsterbo och Stevns Klint. Fartyget sänktes 1694.
Vraket efter Solen återupptäcktes på sex meters djup vid Lindholmsbron i Karlskrona i oktober 2015. Det upptäcktes av Jim Hansson och Jens Lindström, marinarkeologer vid Sjöhistoriska museet. Flera vrak kan ligga i närheten och förmodligen finns även regalskeppen Viktoria och Halvmånen i samma vatten, eftersom man 1694 sänkte uttjänta fartyg för att spärra av sundet in mot örlogshamnen.